# Robert Alban
Pour les articles homonymes, voir Alban.
Robert Alban est un ancien coureur cycliste français, né le 9 février 1952 à Saint-André-d'Huiriat (Ain).

## Biographie
Issu d'une famille rurale modeste, à quatorze ans, il enlève le moteur d'une mobylette pour se fabriquer son premier vélo. Puis c'est un vélo demi-course, auquel il a « coupé l'attache de la dynamo ». À dix-sept ans, il remporte la première course à laquelle il participe, mais d'allure frêle, les commissaires pensent qu'il s'est fait prendre un tour et ne le classent pas. La semaine suivante, il finit encore premier de sa deuxième épreuve. Après avoir participé, dans un premier temps, à de petites compétitions organisées lors des vogues, son frère l'emmène au départ de véritables courses, au volant de « sa Simca 1000 ». 
Il passe professionnel à la fin de l'année 1975, dans l'équipe Gan-Mercier-Hutchinson, où Raymond Poulidor le prend sous son aile. Il le restera jusqu'en 1985 où il termine dans une équipe de chômeurs montée par l'U.N.C.P. (le syndicat des coureurs). Pendant ses dix ans de professionnalisme, il remporte cinq victoires (hors critériums) et côtoie de nombreux coureurs comme Raymond Poulidor, Joop Zoetemelk, Bernard Vallet, Mariano Martínez ou Stephen Roche.
En 1979, il dispute son premier Tour de France. Après avoir perdu vingt-deux minutes dans le contre-la-montre par équipes, il l'achève à la dix-neuvième place, tout en terminant deuxième de la 17e étape Moûtiers - L'Alpe d'Huez. L'année suivante, il finit onzième du Tour de France 1980. Et en 1981, il monte sur le podium du Tour de France. Cette année-là, il remporte la 16e étape Thonon-les-Bains - Morzine, qui se termine par l'ascension (et la descente) du col de Joux Plane. Il participera encore trois fois au Tour de France, avec une cinquième place au classement général final du Tour 83.
Grimpeur hors pair, son palmarès n'est pas en corrélation avec ses qualités. Dans les ascensions, il mettait de violents à-coups qui usaient ses adversaires... déclenchant la réprobation des leaders du peloton, Bernard Hinault en tête. Tout comme les toutes caté (coureurs au plus haut niveau amateur) lors de ses sorties, adolescent, qui lui conseillaient de « rentrer vite chez lui » (pour ne pas subir ses accélérations brutales). Il montait les cols avec un développement important (« j'avais 42 x 18/21 »). Son style se caractérisait par un balancement d'une grande amplitude de sa machine. Tout le contraire de Fausto Coppi, auquel il fut parfois comparé par sa morphologie (de longues jambes et un torse court en proportion). En 2013, il confie qu'« avec le recul, il a des regrets, il a gâché pas mal de choses, à ne jamais réfléchir ».
Georges Bonnefond, le grand-père de Rudy Molard, qui lui a fait disputer ses premières courses, lui a trouvé un travail, jusqu'à sa retraite, dans sa concession de voitures sans permis. Pour s'entretenir, Alban continue à rouler.

## Palmarès sur route
- Amateur
  - 1968-1975 : 47 victoires
- 1975
  - 2e de la Ronde du Carnaval
  - 2e du Grand Prix de Cours-la-Ville
- 1976
  - Grand Prix de Plumelec[3]
- 1978
  - 8e du Critérium du Dauphiné libéré
- 1979
  - 9e du Critérium du Dauphiné libéré
- 1980
  - 3e du Grand Prix de Mauléon-Moulins
- 1981
  - 3e étape du Tour de l'Oise (contre-la-montre par équipes)
  - Grand Prix de Plumelec
  - 16e étape du Tour de France
  - 3e du Tour de France
  - 5e du Grand Prix du Midi libre
  - 10e du Critérium du Dauphiné libéré
- 1982
  - 5e étape du Critérium du Dauphiné libéré
  - 3e du Grand Prix de Plumelec
  - 5e du Grand Prix du Midi libre
  - 9e du Tour de Romandie
  - 10e du Critérium du Dauphiné libéré
- 1983
  - 3e du Critérium du Dauphiné libéré
  - 5e du Tour de France
  - 10e du Grand Prix du Midi libre
- 1986
  - 2e du Circuit de la Vallée du Bédat
  - 2e du Grand Prix de Vougy
  - 2e du Grand Prix du Cru Fleurie
  - 3e du Grand Prix Mathias Nomblot

## Résultats sur les grands tours

### Tour de France
6 participations.
- 1979 : 19e
- 1980 : 11e
- 1981 : 3e, vainqueur de la 16e étape.
- 1982 : 11e
- 1983 : 5e
- 1984 : 38e

## Palmarès en cyclo-cross
- 1976-1977
  - 2e du championnat de France de cyclo-cross
- 1979-1980
  - 2e du championnat de France de cyclo-cross